# کو آدامز
کِو آدامز (زادهٔ ۱ ژوئیه ۱۹۹۱ با نام کوین اسماجا) کمدین، بازیگر، طنزپرداز، فیلمنامه‌نویس و تهیه‌کنندهٔ فرانسوی است.

## اوایل زندگی
آدامز در سال ۱۹۹۱ در منطقه ۱۶ پاریس متولد شد. پدرش یک مشاور املاک با اصالت یهودی الجزایری است و مادرش، با اصالت یهودی تونسی، در امور مالی کار می‌کند. او دو برادر کوچکتر به نام‌های نوام و لیرون دارد. او از هفت سالگی شروع به شرکت در کلاس‌های تئاتر کرد. در سال ۲۰۰۹، آدامز مدرک لیسانس ادبیات فرانسه خود را دریافت کرد و همزمان با دنبال کردن حرفه بازیگری، در دانشگاه پاریس اکس-نانتر در رشته حقوق ثبت نام کرد. او ادعا کرد که «ایجاد تعادل بین هر دو بسیار دشوار و تقریباً غیرممکن است.»

## شغل
در سال ۲۰۰۹، الیسا سوزان، تهیه‌کننده‌ی آن رومانوف، آدامز را کشف کرد و از او دعوت کرد تا در نمایش «کارت بلانش» او در المپیا (پاریس) اجرا داشته باشد. این اجرای صحنه‌ای از شبکه پاریس پریمیر پخش شد. پس از این رویداد، به آدامز پیشنهاد شد که اجرای افتتاحیه نمایش گاد الماله در کاخ ورزش را بر عهده داشته باشد. اولین نمایش تک‌نفره او، نمایش مرد جوان، ابتدا در سال ۲۰۰۹ در پاریس در تئاتر لو تمپل اجرا شد و سپس قبل از تور فرانسه، در کاخ گلاس ادامه یافت.این تور در ۲۲ ژوئیه ۲۰۱۲ در سوئیس، در جریان جشنواره پالئو د نیون، به پایان رسید. سپس نمایشی با نام «تست»، «آفرین، آفرین!» در «باتاکلان» از ۲۷ نوامبر تا ۳۱ دسامبر ۲۰۱۳ اجرا کرد.
تا ماه مه ۲۰۱۴، آدامز بیش از ۳ میلیون طرفدار در فیس‌بوک و بیش از ۱ میلیون دنبال‌کننده در توییتر و در سال ۲۰۱۷ بیش از ۴ میلیون دنبال‌کننده در اینستاگرام داشت.
از سپتامبر ۲۰۱۰ تا فوریه ۲۰۱۱، آدامز شرکت‌کننده برنامه تلویزیونی «ما فقط می‌خواهیم به آن بخندیم» به میزبانی لورن روکیه بود. او داوطلبانه این برنامه را ترک کرد تا خود را وقف سریال تلویزیونی سودا کند، که در آن نقش اصلی را ایفا می‌کند. سودا زندگی روزمره سه پسر را به تصویر می‌کشد و شامل ستاره‌های مهمان مانند لا فوین و امل بنت است. از تابستان ۲۰۱۱، این سریال از شبکه‌های ام‌۶ ، و در سال ۲۰۱۲ از شبکه‌های وی‌۹ پخش شده است. فصل سوم، سریال را در سال ۲۰۱۵ به پایان می‌رساند.
در همان سال، او با «معلمان سریالی» در نقش دانش‌آموزی که تقریباً از مدرسه ترک تحصیل کرده و ماجراجویی‌هایش با بدترین معلمان فرانسه، و «ماجراهای جدید علاءالدین» در نقش یکی از سارقانی که در شب کریسمس توسط بچه‌ها در بحبوحه یک سرقت دستگیر می‌شود، به بزرگترین موفقیت‌های گیشه خود دست یافت.
در سال ۲۰۱۸، او مجموعه انیمیشنی «دنیای کِو» را ساخت. او همچنین در نسخه اصلی فرانسوی، صدای خودش را به کار برد.